# Geralee Vega
Geralee Vega Morales (* 22. Juli 1986 in USA) ist eine amerikanisch-puerto-ricanische Gewichtheberin.

## Karriere
Vega startete zu Beginn ihrer Karriere für Puerto Rico. Sie erreichte bei den Panamerikanischen Meisterschaften den vierten Platz in der Klasse bis 58 kg. 2006 belegte sie bei den Weltmeisterschaften den 19. Platz. Bei den Panamerikanischen Meisterschaften 2008 gewann sie die Silbermedaille. Im selben Jahr nahm sie an den Olympischen Spielen in Peking teil, bei denen sie Neunte wurde. 2009 gewann sie bei den Panamerikanischen Meisterschaften wieder Silber. Bei den Panamerikanischen Meisterschaften 2010 wurde sie Fünfte. 2011 nahm sie an den Panamerikanischen Spielen teil, wurde allerdings wegen Dopings mit Methylhexanamin ausgeschlossen und für ein Jahr gesperrt.
Nach ihrer Sperre trat Vega für die Vereinigten Staaten an und erreichte bei den Weltmeisterschaften 2013 in der Klasse bis 63 kg den siebten Platz. 2014 gewann sie bei den Panamerikanischen Meisterschaften die Silbermedaille.